# Alekovo (distrikt i Silistra)
Alekovo (bulgariska: Алеково) är ett distrikt i Bulgarien.   Det ligger i kommunen obsjtina Alfatar och regionen Silistra, i den nordöstra delen av landet, 300 kilometer öster om huvudstaden Sofia.
Trakten runt Alekovo består till största delen av jordbruksmark. Runt Alekovo är det ganska glesbefolkat, med 34 invånare per kvadratkilometer.